# Kaina Yoshio
Kaina Yoshio (吉尾 海夏 Yoshio Kaina?), född 28 juni 1998 i Hyōgo prefektur, är en japansk fotbollsspelare.
Yoshio började sin karriär 2017 i Yokohama F. Marinos. 2019 flyttade han till Vegalta Sendai. 2020 flyttade han till FC Machida Zelvia.